# Victor Bourret
Victor Bourret, francoski general, * 1877, † 1949.